# Mariana Rey Monteiro
Mariana Dolores Rey Colaço Robles Monteiro (* 28. Dezember 1922 in Lissabon; † 20. Oktober 2010 ebenda) war eine portugiesische Schauspielerin.

## Werdegang
Rey Monteiro kam als Tochter der Schauspielerehepaares Felisberto Robles Monteiro (1889–1958) und Amélia Rey Colaço (1898–1990) zur Welt. Im September 1947 heiratete sie den Architekten Emílio Gomes Lino (1916–1958), aus der Ehe gingen drei Kinder hervor.
Ihre künstlerische Laufbahn begann 1946 am Teatro Nacional D. Maria II in Lissabon in einer Aufführung von Sophokles’ Antigone. Für ihre Darstellung in dem Film Um Dia de Vida erhielt sie 1962 den Óscar da Imprensa. Im Fernsehen war sie in Vila Faia (1982), Chuva na Areia (1984), Cinzas (1992), Roseira Brava (1995) und Vidas de Sal (1996) zu sehen.

## Ehrungen
- 3. August 1983: Dame des Ordens des heiligen Jakob vom Schwert
- 8. Juni 1996: Großoffizier des Ordens des heiligen Jakob vom Schwert